# Középpontos köbszámok

35 pontból álló tércentrált köbös rács, ami két kocka-réteget formál egy középponti helyzetű pont körül.

A számelméletben a középpontos köbszámok olyan középpontos poliéderszámok, illetve figurális számok, melyek olyan alakzatokat jellemeznek, ahol a középpontban egy gömb van, és azt sűrűn pakolt gömbökből összeálló, kocka alakú gömbrétegek veszik körül. A középpontos köbszámok az így összeálló kockákban részt vevő gömbök számát reprezentálják. Az n-edik középpontos köbszám {\displaystyle Kk_{n}} a következő képlettel állítható elő:
{\displaystyle Kk_{n}=n^{3}+(n+1)^{3}=(2n+1)(n^{2}+n+1).}
Az első néhány középpontos köbszám:
1, 9, 35, 91, 189, 341, 559, 855, 1241, 1729, 2331, 3059, 3925, 4941, 6119, 7471, 9009, 10745, 12691, 14859, 17261, 19909, 22815, 25991, 29449, 33201, 37259, 41635, 46341, 51389, 56791, 62559, 68705, 75241, 82179, 89531, 97309, 105525, … (A005898 sorozat az OEIS-ben)

## Tulajdonságai, alkalmazásai
A középpontos köbszámok generátorfüggvénye:
{\displaystyle {\frac {(1+z)(1+4z+z^{2})}{(z-1)^{4}}}.}
Mivel a középpontos köbszámok felbontása {\displaystyle (2n+1)(n^{2}+n+1)}, ezért egy középpontos köbszám sem lehet prímszám.
Az egyetlen középpontos köbszám, ami egyben négyzetszám, a 9.

## Kapcsolata más figurális számokkal
A {\displaystyle Kk_{n}} középpontos köbszám kifejezhető négyzetes piramisszámokkal a következőképpen:
{\displaystyle Kk_{n}=P_{n}+4P_{n-1}+P_{n-2}}
Kifejezhető továbbá két háromszögszám különbségeként (trapézszámként) vagy egymást követő számok összegeként:
{\displaystyle {\binom {(n+1)^{2}+1}{2}}-{\binom {n^{2}+1}{2}}=(n^{2}+1)+(n^{2}+2)+\cdots +(n+1)^{2}.}